# Рікі Стенікі
«Рікі Стенікі» (англ. Ricky Stanicky) — американська комедія 2024 року, співавтор сценарію та режисер Пітер Фарреллі. У фільмі зіграли Зак Ефрон, Джермейн Фаулер, Ендрю Сантіно, Лекс Скотт Девіс, Аня Савчич, Джефф Росс, Вільям Мейсі та Джон Сіна. Фільм розповідає про трійку друзів, які з дитинства використовують створену ними уявну особу на ім'я Рікі Стенікі, щоб уникнути своїх обов'язків, і вирішують найняти актора, який представлятиме Рікі, коли їхні сім'ї починають щось підозрювати.
«Рікі Стенікі» випущений у Сполучених Штатах Amazon MGM Studios Distribution через її потоковий сервіс Prime Video 7 березня 2024 року. Він отримав неоднозначні відгуки критиків.

## Акторський склад
- Зак Ефрон — Дін
- Джермейн Фаулер — Вес
- Ендрю Сантіно — Джей Ті
- Лекс Скотт Девіс — Ерін
- Аня Савчич — Сьюзан
- Джефф Росс — рабин Грінберг
- Вільям Мейсі — Саммергейз
- Джон Сіна — Рікі Стенікі / Род
- Натан Джонс — Біг Бен
- Дебра Лоуренс — місис Левін
- Гізер Мітчелл — Леона
- Деніел Монкс — Кейт
- Джейн Бедлер — Міріам Саммергейз
- Марта Качмарек — Мімі Джейкобс
- Раян Шелтон — Філіп
- Джим Нобелок — Біллінгс
- Рубен Френсіс — генеральний директор World River
- Зен Геснер — керівник World River

Крім того, медійні особи Марк Ребіле та Стен Грант зображують самих себе.

## Виробництво

### Розробка
У травні 2010 року повідомлялося, що Джеймсу Франко було доручено зіграти головну роль у фільмі «Рікі Стенікі», сценарій написали Девід Оккіно та Джейсон Декер, Джеффрі Бушелл і Summit Entertainment вели переговори про фінансування фільму, продюсером якого будуть Майкл Де Лука і Джон Джейкобс. Сценарій Бушелла потрапив до чорного списку найкращих непродюсованих сценаріїв 2010 року. У 2012 році, після того як Франко відмовився від ролі, Хоакін Фенікс ненадовго розглядав цю роль.
У квітні 2013 року повідомлено, що після обмірковування ролі протягом року Джим Керрі зніметься в Рікі Стенікі для Summit Entertainment, режисером буде Стів Одекерк, Одекерк перепише сценарій разом з Бушеллом, а Де Лука і Джейкобс продюсують.

### Попереднє виробництво
У вересні 2022 року повідомлялося, що Пітер Фарреллі буде режисером «Рікі Стенікі» на початку 2023 року, і що він веде переговори із Заком Ефроном і Джоном Сіною про головні ролі. Сценарій був написаний Фарреллі, Браяном Джарвісом і Джеймсом Фріменом на основі оригінальної специфікації сценарію Бушелла та Одекерка.
У лютому 2023 року повідомлялося, що Amazon придбала всесвітні права на фільм, у якому зніматимуться Ефрон, Сіна та Джермейн Фаулер. 7 лютого 2023 року повідомлялося, що до акторського складу приєдналися Вільям Мейсі, Аня Савчич, Ендрю Сантіно та Лекс Скотт Девіс. Продюсерами фільму є Пол Каррі з Footloose Productions, Майкл Де Лука з Michael De Luca Productions, Торстен Шумахер з Rocket Science і Джон Джейкобс з Smart Entertainment.

### Зйомки
Зйомки проходили в Мельбурні, Австралія, у лютому — березні 2023 року, а Мельбурн дублювався для Провіденса, Род-Айленд. Фільм отримав фінансову підтримку від австралійських програм Location Incentive і Victorian Screen Incentive.

### Випуск
«Рікі Стенікі» був випущений Amazon MGM Studios Distribution через свій потоковий сервіс Prime Video 7 березня 2024 року.

### Сприйняття
Станом на 1 квітня 2024 року, на вебсайті агрегатора рецензій Rotten Tomatoes 47 % із 78 відгуків критиків є позитивними із середньою оцінкою 5,3/10. Консенсус вебсайту гласить: «„Рікі Стенікі“ викликав багато сміху завдяки здатності Джона Сіни грати на все, але цього недостатньо, щоб підтримати тонкий сюжет фільму та надмірну тривалість». Metacritic, який використовує середньозважену оцінку, поставив фільму 44 бали зі 100 на основі 24 критиків, вказуючи на «змішані або середні» рецензії.